# Залізничний район (Київ)
Залізни́чний райо́н — колишній адміністративно-територіальний район міста Києва. Був розміщений у південно-західній частині міста. До складу району входили місцевості Солом'янка, Батиєва гора, Протасів яр, Чоколівка, Олександрівська слобідка, Залізнична колонія, Совки, масиви Першотравневий та Залізничний, селище Жуляни. Територією району протікали річки Либідь та Мокра.
На північному заході район по вулицях Саксаганського та Комінтерну (нині Симона Петлюри) межував з Радянським районом, на заході — з Жовтневим та Ленінградським районами, на сході — зі Старокиївським районом, на півдні — з Московським районом.
Найбільші площі та вулиці: Севастопольська площа, проспекти Повітрофлотський, Червонозоряний (нині проспект Валерія Лобановського), Чоколівський бульвар, вулиця Урицького (нині Митрополита Василя Липківського).

## Історія
Район був утворений згідно з постановою ЦВК УРСР від 9 квітня 1938 року. З 1920 року фігурував під назвою Солом'янський, у 1925—1938 роках — частина Сталінського району.
У 2001 році у ході адміністративно-територіальної реформи в Києві більша частина району (за виключенням частини Нижньої Солом'янки, розташованої на північний схід від залізничної колії Київ-Пасажирський — Дарниця; із включенням до меж Голосіївського району кварталів, обмежених вулицями Лабораторною, Казимира Малевича, Короленківською, Володимирською, Саксаганського та Льва Толстого) разом із Жовтневим районом увійшла до складу новоутвореного Солом'янського району.